# Nhà thờ Chúa Ba Ngôi ở Prievidza
Nhà thờ Chúa Ba Ngôi ở Prievidza (tiếng Slovakia: Kostol Najsvätejšej Trojice v Prievidza), còn được gọi là Nhà thờ Piarist, là một trong ba nhà thờ lịch sử ở thành phố Prievidza, vùng Trenčín, Slovakia. Vào ngày 31 tháng 10 năm 1963, nhà thờ này được ghi danh vào Danh sách Di tích Trung ương theo quyết định của Bộ Văn hóa Cộng hòa Slovakia.

## Lịch sử
Việc xây dựng nhà thờ Chúa Ba Ngôi ở Prievidza bắt đầu vào năm 1666. Tòa nhà nhà thờ được hoàn thành dưới sự chỉ đạo xây dựng của Cha H. Hangke từ năm 1740 đến năm 1753.

## Miêu tả
Về mặt kiến trúc, nhà thờ này là một tòa nhà một gian hình đa giác, có mái vòm và có các nhà nguyện bên hông. Toàn bộ nội thất nhà thờ được trang trí chữ nổi bằng vữa. Trong hành lang của nhà thờ có một bức tranh tường ảo ảnh là tác phẩm của J. A. Schmidt, và trong gian giữa của nhà thờ có một bức tranh tường khác là tác phẩm của họa sĩ người Viên J. Š. Bopovsky.
Nhà thờ này có thiết kế theo phong cách kiến trúc Baroque. Đặc điểm nổi bật của nhà thờ là bàn thờ chính với kiến trúc cột bằng đá cẩm thạch và hình ảnh Đức Mẹ Đồng trinh Maria đặt ở trung tâm. Các bức tranh trên cả năm bàn thờ bên hông đều là tác phẩm của Š. Bopovský.